# 玉屋町 (名古屋市)
玉屋町（たまやちょう）は、愛知県名古屋市中区（当時は西区）にあった地名。現在の丸の内の一部に相当する。

## 歴史

### 地名の由来
清洲越しにより清洲の下本町（しもほんまち）が移転して成立したため、その名称で存在していたが、貞享4年に宝珠（宝の玉）に由来する玉屋町と改めたという。

### 沿革
- 慶長16年 - 清洲越しにより、名古屋城下町において下本町として成立[2]。
- 貞享4年 - 町名が玉屋町となる[2]。
- 明治4年 - 鉄砲町の一部を編入する[1]。
- 1878年（明治11年）12月20日 - 名古屋区玉屋町となる[1]。
- 1889年（明治22年）10月1日 - 名古屋市成立に伴い、同市玉屋町となる[1]。
- 1908年（明治41年）4月1日 - 西区成立に伴い、同区玉屋町となる[1]。
- 1911年（明治44年） - この年末、宅地一坪あたりの地価が市内で最高となる（73円50銭）[4]。市内平均は3円84銭4厘、最低は熱田前新田の4銭[4]。
- 1912年（大正元年）8月 - 豊国火災保険株式会社の名古屋出張所が置かれる[5]。
- 1928年（昭和3年）5月8日 - 4丁目に株式会社昭和銀行の名古屋支店が開設される[6]。
- 1929年（昭和4年）6月1日 - 西区御幸本町通に編入され、消滅[1]。

## 人物
- 小出庄兵衛[3]
- 水口屋伝兵衛[3]
- 小見山宗法[3]
- 永楽屋東四郎[3]
- 沼波瓊音[7]

## 寺院
- 聞安寺[2]
- 覚正寺[2]
- 理想寺[2]